# Hannah Arendt (film)
Pour les articles homonymes, voir Hannah Arendt (homonymie) et Arendt.
Pour plus de détails, voir Fiche technique et Distribution.
Hannah Arendt est un film dramatique biographique franco-allemand coécrit et réalisé par Margarethe von Trotta, sorti en 2012.

## Synopsis
1961. Hannah Arendt est une philosophe américaine respectée. Juive et d'origine allemande, elle a fui l'Allemagne nazie en 1933. À sa demande, elle est envoyée à Jérusalem par le New Yorker pour assister au procès d'Adolf Eichmann, criminel de guerre nazi responsable de la déportation de millions de Juifs. Sa lecture du procès, des motivations et de la personnalité d'Eichmann, sa mise en lumière de la collaboration des Judenräte avec les nazis lui attirent de vives réprobations et des manifestations d'inimitié non seulement parmi les rescapés de la Shoah, mais aussi parmi ses proches. Kurt Blumenfeld et Hans Jonas lui reprochent notamment son arrogance et une absence d'émotions. Malgré la clarté et la réaffirmation des nuances de sa réflexion — elle dit vouloir d'une part tenter de réconcilier la banalité de la personne d'Eichmann et l'ampleur de ses crimes, et d'autre part imaginer l'existence d'une troisième voie possible entre la collaboration et la résistance pour les Judenräte —, l’exigence de sa pensée se heurte à l'incompréhension de beaucoup et entraîne son isolement.

## Fiche technique
- Titre original et français : Hannah Arendt
- Réalisation : Margarethe von Trotta
- Scénario : Pamela Katz (en) et Margarethe von Trotta
- Musique : André Mergenthaler
- Photographie : Caroline Champetier
- Son : Greg Vittore
- Montage : Bettina Böhler
- Production : Bettina Brokemper et Johannes Rexin

Coproduction : Bady Minck, Alexander Dumreicher-Ivanceanu, Antoine de Clermont-Tonnerre, Sophie Dulac, Michel Zana et David Silber
- Sociétés de production : Heimatfilm, Amour Fou Luxembourg, Mact Productions, Sophie Dulac Productions, Metro Communications et ARD Degeto
- Sociétés de distribution : Zeitgeist Films et Sophie Dulac Distribution
- Pays d'origine :  Allemagne /  France
- Langue originale : anglais
- Genre : drame biographique
- Durée : 113 minutes
- Dates de sortie :
  - Canada : 11 septembre 2012 (Festival international du film de Toronto)
  - Allemagne : 10 janvier 2013
  - Belgique, France : 24 avril 2013

## Distribution
- Barbara Sukowa (V. F. : Françoise Vallon) : Hannah Arendt
- Axel Milberg (V. F. : Bruno Abraham-Kremer) : Heinrich Blücher
- Janet McTeer (V. F. : Marie-Armelle Deguy) : Mary McCarthy
- Julia Jentsch (V. F. : Marie Donnio) : Lotte Köhler
- Ulrich Noethen (V. F. : Arnaud Bedouët) : Hans Jonas
- Michael Degen (en) (V. F. : Didier Flamand) : Kurt Blumenfeld
- Victoria Trauttmansdorff (V. F. : Claire Beaudoin) : Charlotte Beradt
- Klaus Pohl (V. F. : Christian Gonon) : Martin Heidegger
- Nicholas Woodeson (V. F. : Georges Claisse) : William Shawn
- Harvey Friedman (en) (V. F. : Laurent Natrella) : Thomas Miller
- Adolf Eichmann : lui-même (images d'archives)

Source et légende : Version française (V. F.) sur le site d’AlterEgo (la société de doublage) et sur le carton de doublage.

## Accueil

### Critiques
Dans Le Monde : « Au cinéma tout particulièrement, le portrait de philosophe n'est pas un exercice facile. Ainsi que le souligne la réalisatrice, il y a quelque chose de paradoxal à filmer quelqu'un qui s'occupe principalement d'observer, et de construire une pensée à partir de sa récolte mentale. »
Sur Rue89 : « (le concept de la banalité du mal) reprenant la vision kantienne de La Religion dans les limites de la simple raison selon laquelle l’homme n’est pas diabolique, est largement acceptée aujourd’hui : Rony Brauman et Eyal Sivan, en 1999 reprennent, dans le film Un spécialiste, portrait d'un criminel moderne, les images du procès Eichmann à la lumière des écrits d’Arendt, lors de situations similaires comme les procès de Khmers rouges au Cambodge. »
Dans La Croix : « Le travail des historiens a depuis fait évoluer la lecture du personnage. « On sait aujourd’hui qu’Eichmann a vraiment participé à son procès, il a préparé lui-même sa défense en écrivant des milliers de pages. Lors des audiences, il est très présent, il prend la parole, se défend », nuance l’historien Henry Rousso, commissaire de l’exposition « Juger Eichmann », présenté au Mémorial de la Shoah en 2011. »
Dans Télérama : « Contrairement à ce que le titre peut laisser croire, Hannah Arendt n'est pas un biopic. On reprochera à la réalisatrice son didactisme. En revanche, après L'Honneur perdu de Katharina Blum (qu'elle cosigne avec Volker Schlöndorff) ou Rosa Luxemburg, Von Trotta continue, avec force, à ouvrir les yeux des Allemands sur leur lourd passé, et leurs grandes figures féminines. »
Dans Paris Match : « Alternant fiction et images d’archives, la cinéaste restitue l’engagement et la rigueur de cette philosophe jusqu’au-boutiste, tout en dessinant avec sagacité (rien à voir avec la calamiteuse Dame de fer thatchérienne de Phyllida Lloyd) le portrait d’une femme exceptionnelle. (...) D’ailleurs, Claude Lanzmann (Shoah) vient de réaliser Le Dernier des injustes, un film documentaire contredisant certaines assertions de Hannah Arendt ».
Sur Slate : « Hannah Arendt est « un film sûr ». Cela se voit à sa manière redondante de montrer et de faire énoncer par les acteurs et actrices, à commencer par Barbara Sukowa dans le rôle-titre. Cela se voit à la mécanique simpliste des enchainements, aux machineries du passage du psychologique au collectif, au recours terriblement lourd aux flashbacks, aux costumes, à la musique, aux décors… Bref ça se voit partout, coulant le film dans une gangue si pesante qu’il s’en faut de peu que cela ne se transforme en expérimentation sur une forme de théâtre surfilmé, brechtisme stylisé que la vocation «grand public» du projet interdit sans retour. »
Dans Le Nouvel Observateur : « Platon reconnaît que les philosophes sont assez mal à l’aise dans les tribunaux et les assemblées publiques. La monstruosité du mal humain, c’est sa banalité. Banalité du mal que l’Expérience de Milgram tentera de démontrer scientifiquement, expérience à son tour reprise dans une fameuse scène du film d’Henri Verneuil, I… comme Icare. »

## Nomination
- Prix du cinéma européen 2013 : meilleure actrice pour Barbara Sukowa